# Luis Miguel Garrido Santos
Luis Miguel Garrido Santos (Valladolid, 18 de juny de 1972) és un exfutbolista castellanolleonès, que ocupava la posició de defensa.

## Trajectòria
Format a les categories inferiors del Reial Valladolid, debuta amb el primer equip a la campanya 91/92, en la qual disputa dos partits. Sense continuïtat a l'equip val·lisoletà, la temporada 94/95 marxa al CD Toledo, de Segona Divisió, amb qui juga 18 partits.
La 95/96 la inicia al Toledo, però no compta i finalitza la temporada a la SD Huesca. Amb els aragonesos roman l'any 1996, i al mercat d'hivern de la temporada 96/97 fitxa pel Llevant UE, on milita eixa campanya i la meitat de la següent, abans de recalar al Nàstic de Tarragona.
L'estiu de 1998 fitxa pel Cartagonova, on és titular durant dues temporades a la Segona Divisió B. Passa la temporada 00/01 al CE Castelló i la següent al Racing de Ferrol, amb l'equip gallec a la categoria d'argent.
De cara la temporada 02/03 retorna al Cartagonova i l'any posterior s'incorpora al Zamora CF. L'estiu del 2004 fitxa pel CE Alcoià, club en el qual forma durant la segona meitat de la dècada del 2000 i amb qui es proclama campió del grup III de la Segona Divisió B a la temporada 08/09.